# Massif des Maures

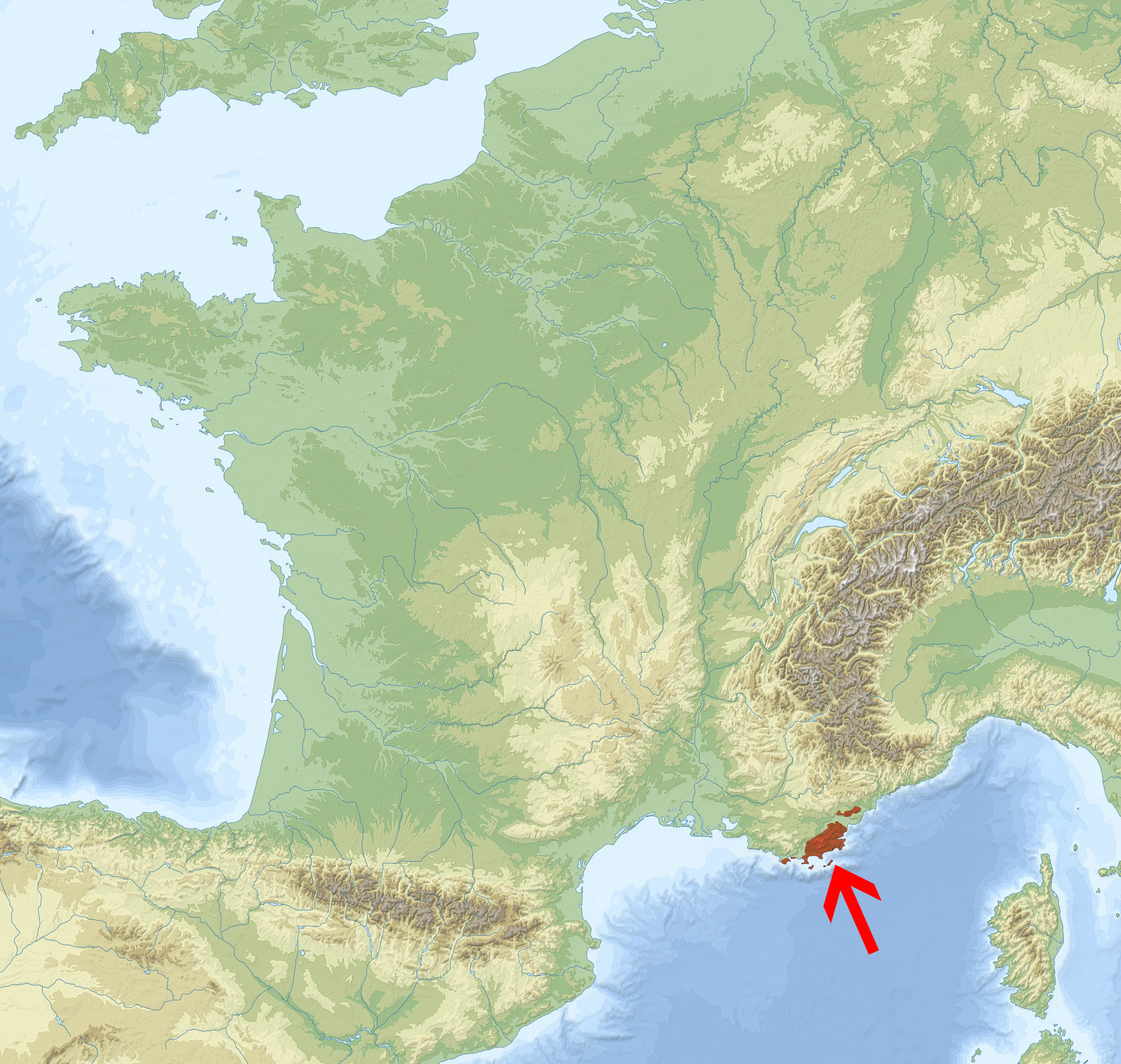
Położenie pasma na mapie Francji

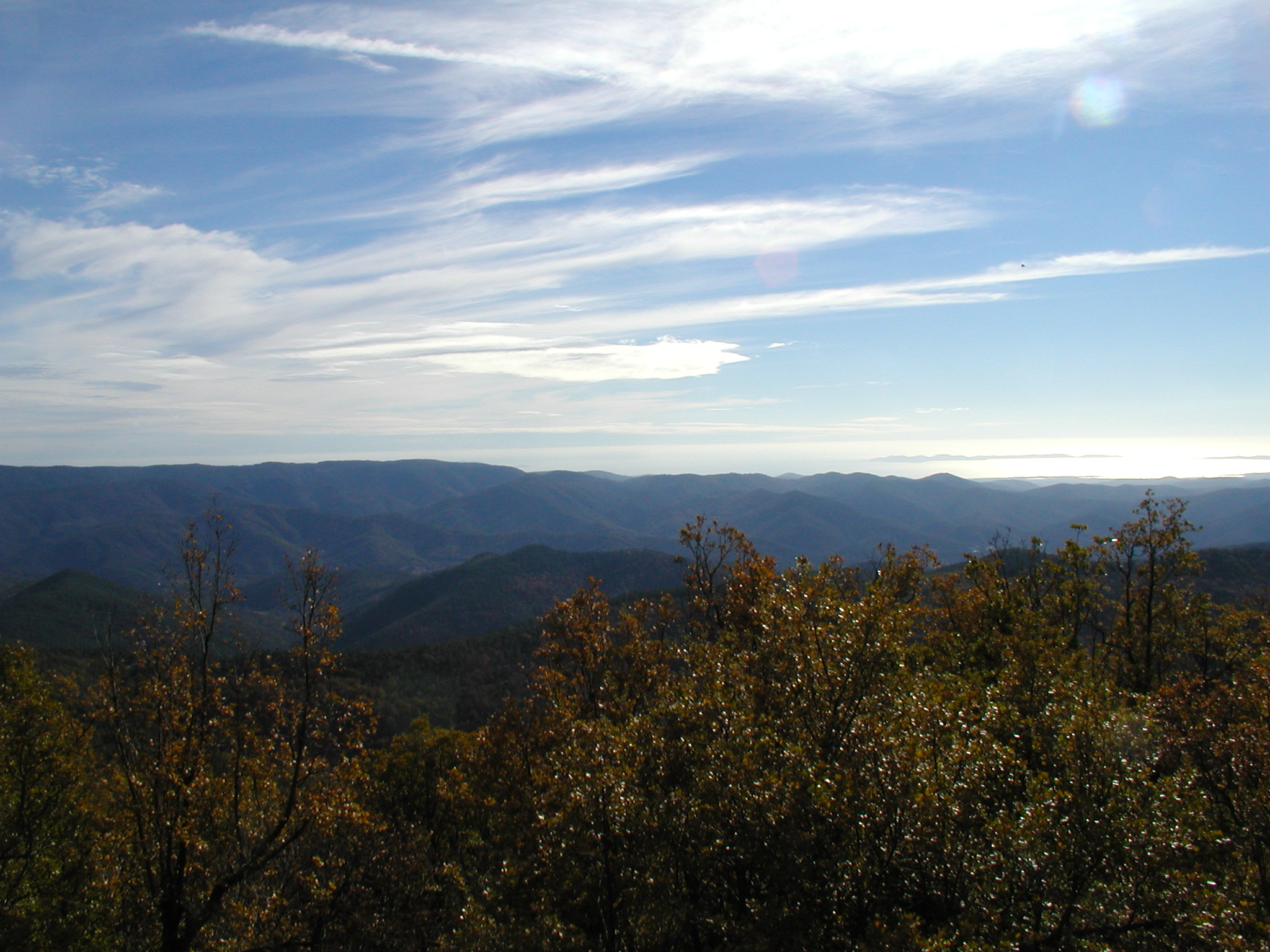
Widok łańcucha spod kaplicy Notre-Dame des Anges. W tle widoczne morze i wyspy Hyères

Massif des Maures, także Masyw Maurów – pasmo górskie w departamencie Var w południowej Francji. Łańcuch rozciąga się na około 60 kilometrów wzdłuż Lazurowego Wybrzeża między Hyères i Fréjus. 

## Etymologia nazwy
Nazwę można tłumaczyć jako „czarne góry“, co odwołuje się do ciemnych kolorów skał i gęstych lasów. Istnieje też teoria wywodząca nazwę od Maurów, którzy dotarli do tego regionu w VIII i IX wieku.

## Geografia i geologia
Góry dzielą się na trzy pasma, przebiegające z kierunku zachodnio-południowozachodniego w kierunku północno-północnowschodnim i coraz niższe wraz ze zmniejszającą się odległością od morza. Najwyższymi punktami są Signal de la Sauvette (776 m n.p.m.) i kaplica Notre-Dame des Anges (767 m) w najwyższym, północnym paśmie, w pobliżu Collobrières. Kulminacją środkowego pasma jest szczyt o wysokości 648 m w okolicach dawnego klasztoru Chartreuse de la Verne. Silnie urozmaicony łańcuch nadbrzeżny osiąga w okolicach Cavailaire-sur-Mer wysokość 528 m n.p.m. (Les Pradels)

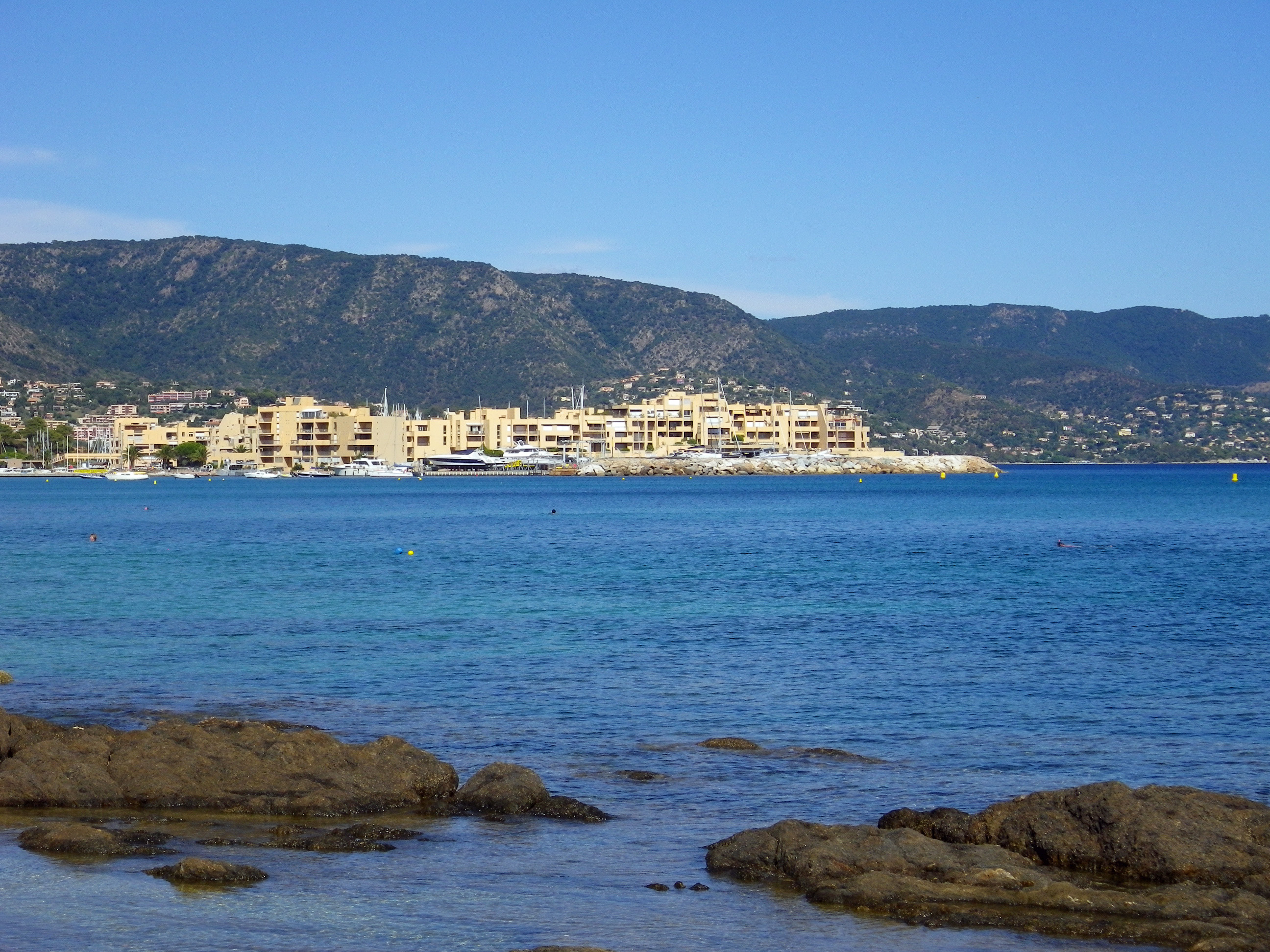
Odcinek nadbrzeżnego pasma Massif des Maures widziany na tle portu w Bormes-les-Mimosas

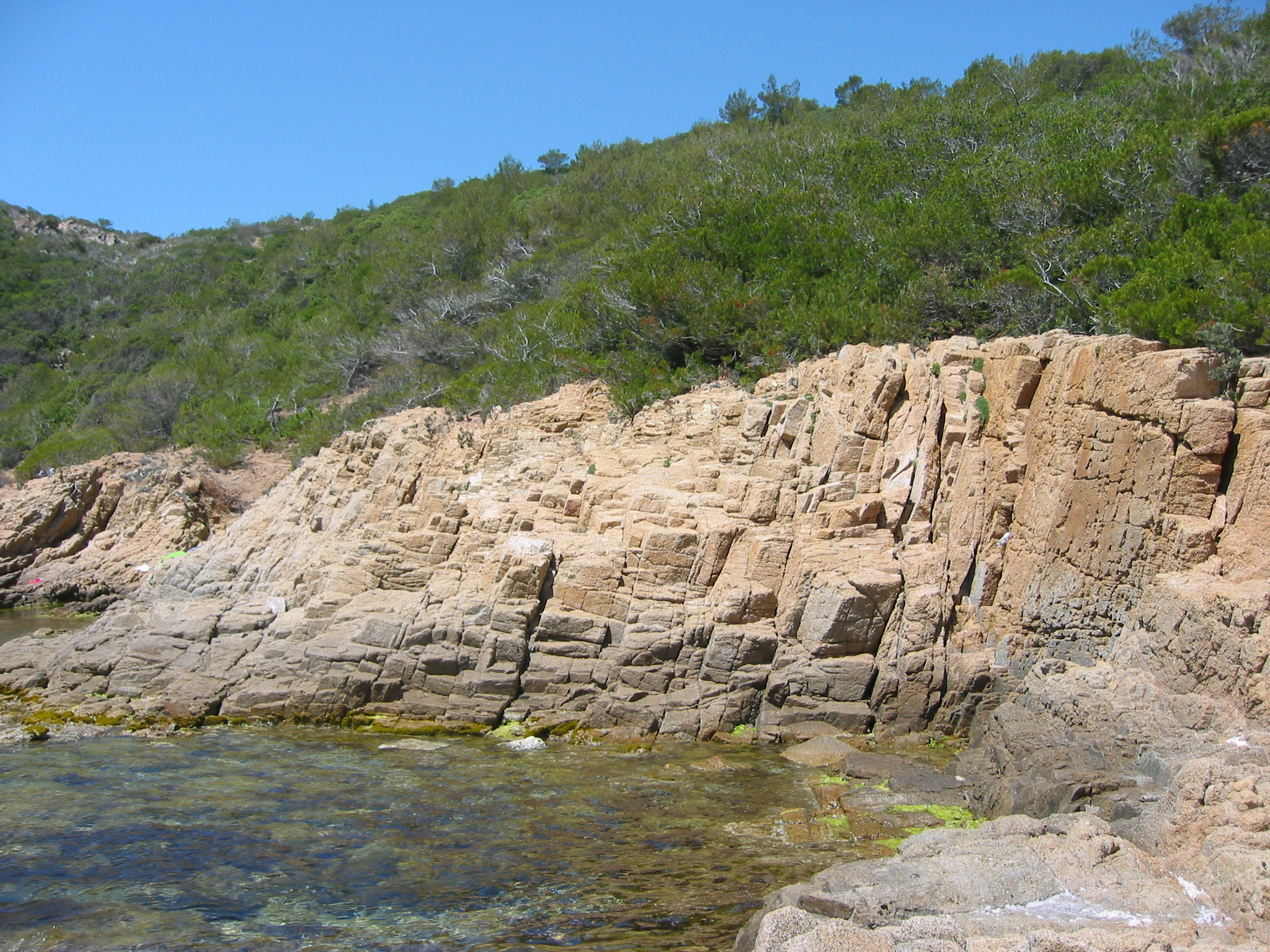
Układ skał widoczny na wybrzeżu

Masyw Maures powstał w epokach syluru i karbonu, został wydźwignięty w orogenezie hercyńskiej i odsłonięty spod późniejszych płaszczowin alpejskich przez procesy, które nastąpiły po orogenezie alpejskiej.
Z geologicznego punktu widzenia do masywu należą także półwyspy Saint-Tropez i Giens, wyspy Hyères, przylądek Sicié na zachód od Tulonu oraz masyw Tanneron na północnym wschodzie.

## Znane miejscowości
Wzdłuż wybrzeża leżą znane miejscowości, jak np. La Londe-les-Maures, Le Lavandou, Cavalaire-sur-Mer, Saint-Tropez i Sainte-Maxime. Inne większe miejscowości w masywie Maures to Collobrières, Bormes-les-Mimosas, La Môle, Cogolin, La Garde-Freinet, Grimaud, Gassin i Ramatuelle.